# 钦戈尼
钦戈尼（法語：Tsingoni，法語發音：[tsiŋɡɔni]）是法国海外省马约特的一个市镇。

## 地理
钦戈尼（12°47'15"S, 45°6'10"E）面积34.42 平方千米，位于法国海外省马约特。
与钦戈尼接壤的市镇（或旧市镇、城区）包括：邦德拉布阿、希科尼、昆古、马穆楚、姆仓加穆日、旺加尼。
钦戈尼的时区为UTC+03:00。

## 行政
钦戈尼的邮政编码为97680，INSEE市镇编码为97617。

## 政治
钦戈尼所属的省级选区为钦戈尼县，同时钦戈尼也是该县的中央投票站所在地。

## 人口
钦戈尼于2017时的人口数量为13934人。